# Eparchie pavlodarská
Eparchie pavlodarská je eparchie ruské pravoslavné církve nacházející se v Kazachstánu.

## Území a titul biskupa
Zahrnuje správní hranice území Pavlodarské oblasti.
Eparchiálnímu biskupovi náleží titul biskup pavlodarský a ekibastuzský.

## Historie
Eparchie byla zřízena rozhodnutím Svatého synodu dne 6. října 2010 z části území astanské eparchie. Stala se součástí Kazachstánského metropolitního okruhu.
Dne 5. října 2011 byla z části území eparchie zřízena nová eparchie usť-kamenogorská.

## Seznam biskupů
- od 2010 Varnava (Safonov)